# Franz Stauder
Franz Stauder (* 28. Mai 1977) ist ein ehemaliger deutscher Tennisspieler.

## Karriere
Franz Stauders bestes Ergebnis als Juniorenspieler war der Zweitrundeneinzug bei den French Open 1995, wo er sein Spiel gegen den Niederländer Peter Wessels verlor.
Sein Debüt auf der erstklassigen Tennisbühne hatte Stauder 1996 beim ATP-Turnier in Halle, wo er an der Seite von Pat Cash in der ersten Runde gegen die späteren Turniersieger Byron Black und Grant Connell ausschied. Ein Jahr später verlor er sein Erstrundenmatch in Halle gegen Hendrik Dreekmann, dies war sein erster Auftritt bei einer Einzelkonkurrenz auf der ATP Tour. Ansonsten spielte er im Einzel fast ausschließlich auf der Future und Challenger Tour. Im Doppel war Stauder während seiner Karriere etwas erfolgreicher. So holte er sich 1999 in Lübeck an der Seite von Patrick Sommer seinen ersten Challenger-Titel im Doppel. Hierauf folgten bis 2003 fünf weitere Titel, einer ander Seite von Orest Tereschtschuk und jeweils zwei Titel gemeinsam mit Alexander Waske und Karsten Braasch. Zum letzten Mal spielte er 2008 ein Turnier auf der Future Tour.
Nach seiner aktiven Karriere war Stauder als Trainer tätig, unter anderem beim TC Rot-Weiß Worms. Im Seniorentennis feierte er gute Ergebnisse, so wurde er 2022 Weltmeister im Doppel und im Mixed, nachdem er im Vorjahr bereits eine silberne und eine bronzene Medaille gewonnen hatte.

## Dopingaffäre
2007 wurde Stauder vom Tennisverband ITF wegen eines positiven Tests auf Marihuana getestet. Entgegen einer üblichen Sperre von zwei Jahren wurde das Strafmaß jedoch auf zwei Monate reduziert, welche von September bis November 2007 wirksam war.

## Erfolge
| Legende (Anzahl der Siege) |
| Grand Slam                 |
| ATP Finals                 |
| ATP Tour Masters 1000      |
| ATP Tour 500               |
| ATP Tour 250               |
| ATP Challenger Tour (6)    |

### Doppel

#### Turniersiege
| Nr. | Datum             | Turnier          | Belag   | Partner             | Finalgegner                           | Ergebnis      |
| --- | ----------------- | ---------------- | ------- | ------------------- | ------------------------------------- | ------------- |
| 1.  | 5. Februar 1999   | Lübeck           | Teppich | Patrick Sommer      | Michael Kohlmann Filippo Veglio       | 6:4, 7:5      |
| 2.  | 27. August 2001   | Freudenstadt (1) | Sand    | Alexander Waske     | Fredrik Loven Damien Roberts          | 6:3, 4:6, 6:3 |
| 3.  | 4. März 2002      | Magdeburg        | Teppich | Orest Tereschtschuk | Dick Norman Djalmar Sistermans        | 6:4, 6:3      |
| 4.  | 30. Juni 2003     | Zell             | Sand    | Karsten Braasch     | Jan Frode Andersen Oliver Marach      | 6:3, 4:6, 6:3 |
| 5.  | 25. August 2003   | Freudenstadt (2) | Sand    | Alexander Waske     | Mariusz Fyrstenberg Marcin Matkowski  | 6:4, 7:5      |
| 6.  | 1. September 2003 | Aschaffenburg    | Sand    | Karsten Braasch     | Jan Frode Andersen Philipp Petzschner | 6:4, 7:5      |